# Les Vieilles Forges
Les Vieilles Forges is een dorp in het noorden van Frankrijk. De omgeving is bekend als recreatiegebied. Het dorp Les Vieilles Forges hoort bij les Mazures, dat 2 km naar het noorden ligt. Het ligt tussen bosgebieden van de Franse Ardennen. Les Vieilles Forges ligt achter de dam, die voor een stuwmeer zorgt, het Meer van Vieilles Forges, Lac des Vieilles Forges.
Naar dit meer, met onder andere een zandstrand, komt veel publiek. Het meer heeft een oppervlakte van 140 ha en ligt op 245 m boven zeeniveau. Op het meer kan goed worden gezeild. Er ligt een kampeerplaats aan het meer. In het zomerseizoen is er een bemande politiepost.
Het stuwmeer is een van de meren in het gebied, die er zijn aangelegd voor het opwekken van elektriciteit.

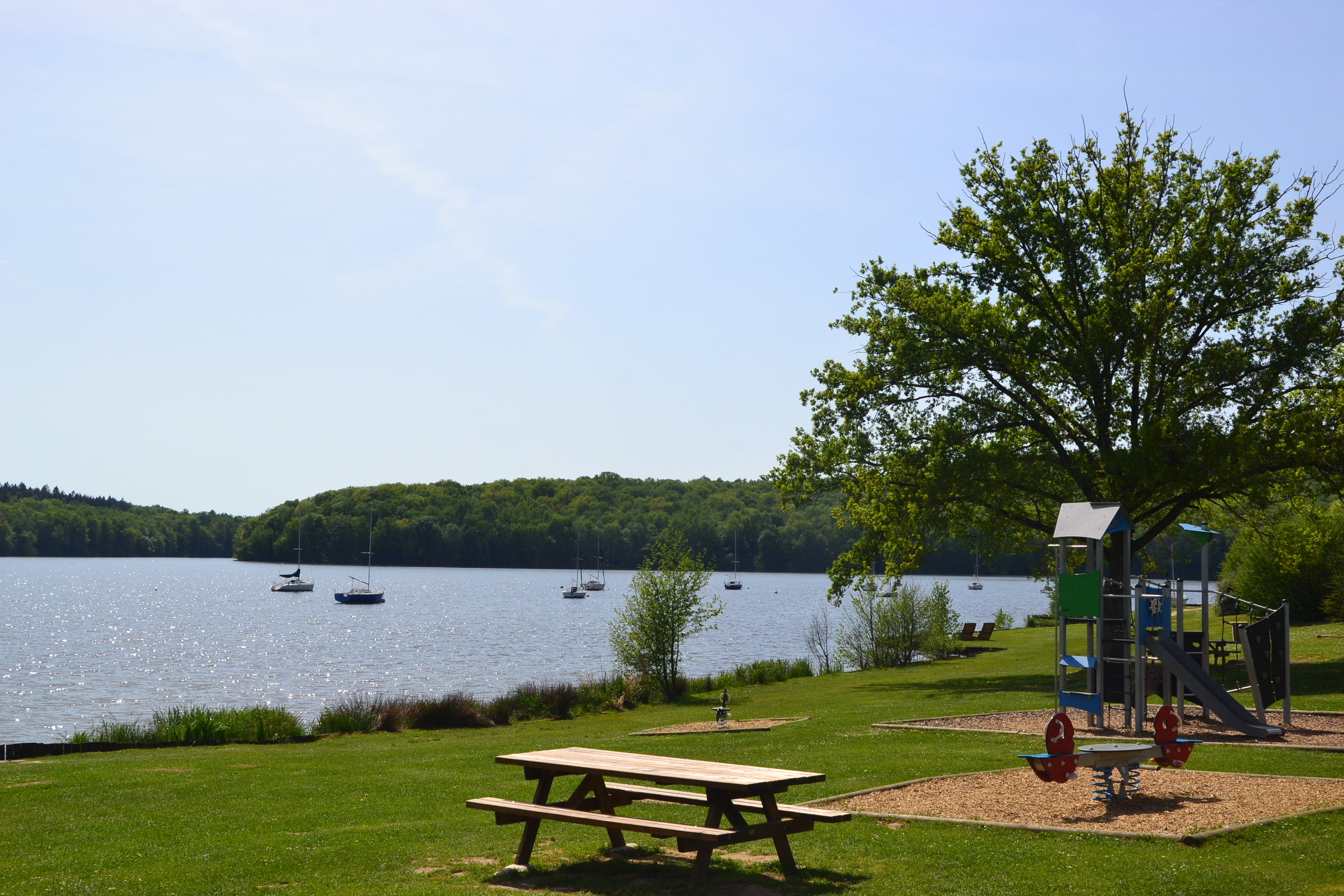